# Tulerpeton
Tulerpeton war eines der ersten amphibienähnlichen, primitiven Landwirbeltiere und stammt aus dem Famennium (Oberdevon). Seine fossilen Überreste wurden in Russland in der Region Tula gefunden. Sie bestehen aus einem Schultergürtel, den Vorder- und Hinterbeinen, sowie Teilen des Schädels (Prämaxillare, Vomer) und sind damit vollständiger als bei den meisten anderen devonischen Landwirbeltieren, allerdings nicht so umfassend wie bei Acanthostega und Ichthyostega. Es gibt nur eine gültige Art, Tulerpeton curtum.

## Merkmale
Tulerpetons Schultergürtel ist robuster gebaut als der von Acanthostega. An Vorder- und Hinterbeinen hatte er jeweils sechs lange und schlanke Zehen (Acanthostega hatten acht, Ichthyostega sieben). Eventuell lebte er mehr terrestrisch als seine Verwandten. Sein Knöchelgelenk sowie die Muskelansatzstellen am Oberschenkelknochen zeigen jedoch, dass er noch mehr an eine schwimmende als an eine laufende Fortbewegung angepasst war. Wegen des offensichtlichen Fehlens eines Kiemenskeletts wird angenommen, dass Tulerpeton keine inneren Kiemen hatte und luftatmend war, während die anderen Stammgruppentetrapoden noch Kiemenatmer waren. Das Anocleithrum (ein Knochen des oberen Brustkorbs) ist bei Tulerpeton und Acanthostega noch vorhanden, bei Ichthyostega und im Hynerpeton aber verloren gegangen.
Wegen der Anatomie des Oberarmknochens wird Tulerpeton von Coates und Lebedev als Vertreter der Amniotenstammgruppe angesehen und eine Teilung des Tetrapodenstammbaums in eine batrachomorphe (zu den Amphibien laufende) und eine reptiliomorphe (zu den Reptilien laufende) Linie noch vor der Devon/Karbon-Grenze vermutet. Benton und Laurin sehen in ihm aber einen Stammgruppenvertreter der Tetrapoda. Die Reduktion der Zehenzahl auf fünf hätte sonst zweimal unabhängig voneinander geschehen müssen.
Das Fossil von Tulerpeton wurde in marinen Ablagerungen gefunden. Es kann sein, dass er ein Meeresbewohner war oder sich zeitweise im Salzwasser aufhalten konnte, z. B. um Meeresarme zu durchqueren.